# Ewa Lechman
Ewa Lechman – polska ekonomistka, profesor nauk społecznych, związana z Politechniką Gdańską.

## Życiorys
W 2001 roku ukończyła studia na Uniwersytecie Gdańskim. Od 2002 roku zatrudniona na Wydziale Zarządzania i Ekonomii Politechniki Gdańskiej. W 2007 roku otrzymała stopień doktora nauk ekonomicznych na podstawie dysertacji „Nowe technologie informacyjne i komunikacyjne a problem ubóstwa w kraju gospodarczo słabo rozwiniętym – na przykładzie Boliwii”. W 2016 uzyskała stopień doktora habilitowanego na podstawie monografii „ICT diffusion in developing countries”, wydanej przez Springer International w 2015 roku. W marcu 2023 roku, postanowieniem Prezydenta Rzeczypospolitej Polskiej otrzymała tytuł profesora nauk społecznych w dziedzinie ekonomia i finanse.

## Praca naukowa
Zainteresowania badawcze skupiają się na rozwoju technologicznym i jego wpływie na rozwój gospodarczy oraz niwelowanie zjawiska ubóstwa. Jest autorką lub współautorką ponad 100 monografii oraz prac naukowych.

## Członkostwo w organizacjach
Od 2021 roku powołana w skład Pomorskiego Zespołu do spraw Kobiet.

## Odznaczenia
- Brązowy Krzyż Zasługi (2002)[6]